# Борова (Лодзький-Східний повіт)
Борова (пол. Borowa) — село в Польщі, у гміні Колюшки Лодзький-Східного повіту Лодзинського воєводства.
Населення — 639 осіб (2011).
У 1975-1998 роках село належало до Пйотрковського воєводства.

## Демографія
Демографічна структура станом на 31 березня 2011 року:
|          | Загалом | Допрацездатний вік | Працездатний вік | Постпрацездатний вік |
| -------- | ------- | ------------------ | ---------------- | -------------------- |
| Чоловіки | 311     | 53                 | 228              | 30                   |
| Жінки    | 328     | 63                 | 192              | 73                   |
| Разом    | 639     | 116                | 420              | 103                  |